# Alvinellidae
Alvinellidae zijn een familie van borstelwormen uit de onderorde van de Terebellomorpha. De wetenschappelijke naam van de familie werd voor het eerst geldig gepubliceerd in 1986 door Desbruyères en Laubier.

## Taxonomie
De volgende geslachten zijn bij de familie ingedeeld:
- Alvinella Desbruyères & Laubier, 1980
- Paralvinella Desbruyères & Laubier, 1982